# Charly García

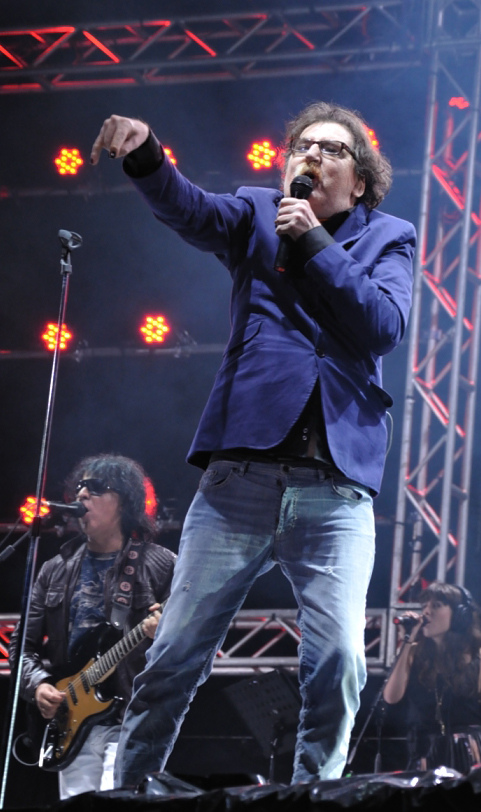
Charly García en un concert el 2011

Carlos Alberto García, més conegut pel seu nom artístic, Charly García (n. Buenos Aires; 23 d'octubre de 1951) és un músic multiinstrumentista. És un dels més reconeguts intèrprets, compositors i productors argentins de rock. Va ser integrant de Sui Géneris, i de les bandes PorSuiGieco, La máquina de hacer pájaros, Billy Bond and the Jets i Serú Girán.

## Àlbums d'estudi com a solista
- Yendo de la cama al living (1982)
- Clics modernos (1983)
- Piano Bar (1984)
- Tango (con Pedro Aznar) (1986)
- Parte de la religión (1987)
- Cómo conseguir chicas (1989)
- Filosofía barata y zapatos de goma (1990)
- Tango 4 (con Pedro Aznar) (1991)
- Radio Pinti (con Pedro Aznar i Enrique Pinti) (1991)
- La hija de la lágrima (1994)
- Say no More (1996)
- Alta fidelidad (con Mercedes Sosa) (1997)
- El aguante (1998)
- Influencia (2002)
- Rock and Roll YO (2003)
- Kill Gil (2010)
- Random (2017)

## Filmografia
- Peperina (1982).
- Mercedes Sosa, como un pájaro libre (1983).
- Lo que vendrá (1988).
- Tato de América (1992).
- Una noche con Sabrina Love (2000).
- ¿Quién es Alejandro Chomski? (2002).
- Que sea rock, documental (2006).
- Graduados (2012).